# Theo Walcott
Theo James Walcott (* 16. března 1989 Londýn) je bývalý anglický profesionální fotbalista, který hrával na pozici křídelníka. Svou hráčskou kariéru ukončil v létě 2023 v anglickém klubu Southampton FC. Mezi lety 2006 a 2016 odehrál také 47 zápasů za anglickou reprezentaci, ve kterých vstřelil 8 branek. Zahrál si také na závěrečném turnaji EURO 2012.

## Kariéra

### Začátky
Narodil se v části Londýna zvané Stanmore, vyrůstal ale v malé vesničce Compton blízko Newbury, kde hrál za místní klub AFC Newbury. Walcott v jediné sezóně v dresu AFC Newbury vstřelil více než 100 gólů předtím, než odešel do Swindon Townu a později do Southamptonu. Podepsal smlouvu s Nike, když mu bylo 14 let.

### Southampton FC

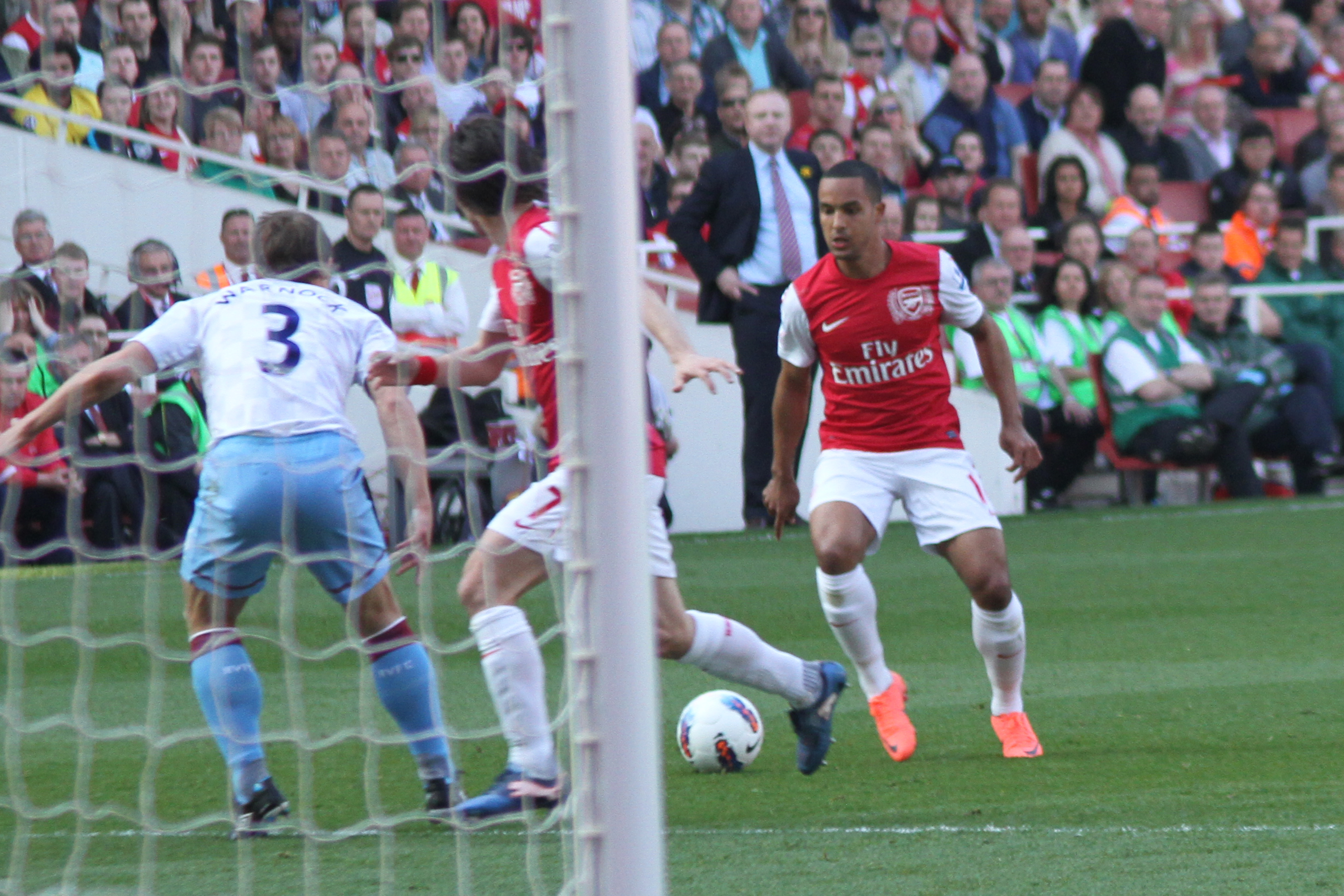
Theo Walcott v dresu Arsenalu (v oranžových kopačkách).

V sezóně 2004/2005 účinkoval v Southamptonu ve finále FA Youth Cupu proti Ipswich Town FC. Stal se nejmladším hráče rezervním týmu Southamptonu. Ve svých 15 letech a 175 dnech se zúčastnil zápasu proti Watford FC v září roku 2004. V dresu Southamptonu si ale nikdy nezahrál Premier League, neboť právě na konci sezóny 2004/05 spadl Southampton FC zpět do Coca-Cola Football League Championship.
Před začátkem sezóny 2005/2006 byl s prvním týmem Southamptonu na turné po Skotsku. 6.8. 2005 se stal nejmladším hráčem prvního týmu Southamptonu ve svých 16 letech a 143 dnech po příchodu na hřiště (jako střídající hráč) v domácím zápase proti Wolverhampton Wanderers, který skončil remízou 0:0.
Celý zápas v prvním týmu Southamptonu odehrál v utkání proti Leeds United (venku - 18. října 2005), kde také poprvé skóroval. O 4 dny později přidal další gól proti Milwallu a další pak v domácím zápasu proti Stoke City FC následující sobotu.

### Arsenal FC
V roce 2006 přestoupil do klubu Arsenal FC. Po odchodu Thierryho Henryho do Barcelony zdědil číslo 14.

## Reprezentace
Theo Walcott hrál za vícero anglických mládežnických reprezentací.

### A-mužstvo
6. září 2008 nastoupil Theo Walcott poprvé v kvalifikačním zápase na Mistrovství světa 2010 proti Andoře. V následujícím zápase vstřelil 3 góly do sítě Chorvatska (Anglie vyhrála v Záhřebu 4:1) a stal se nejmladším anglickým hráčem, který docílil v A-reprezentaci hattricku.

#### Euro 2012
Figuroval i na soupisce trenéra Roye Hodgsona pro Euro 2012. V základní skupině se objevil na hřišti ve druhém poločasu zápasu proti Švédsku (utkání Angličané vyhráli 3:2, což znamenalo, že Švédsko ztratilo naději na postup do čtvrtfinále již ve druhém zápase základní skupiny). Theo Walcott skóroval na průběžných 2:2 krátce po svém příchodu na hřiště. V 74. minutě utkání vybídl přihrávkou Dannyho Welbecka k jeho vítěznému gólu na 3:2. Trenér Anglie Roy Hodgson po zápase vyzdvihl jeho přínos pro mužstvo.
Walcott také odehrál závěrečné utkání základní skupiny proti Ukrajině, které Anglie vyhrála 1:0 a postoupila tak z 1. místa do čtvrtfinále proti Itálii. V tomto čtvrtfinálovém zápase šel Theo Walcott na hřiště v 60. minutě, zápas dospěl do prodloužení, v němž gól nepadl a tak musely rozhodnout pokutové kopy, které vyhrála Itálie v poměru 4:2.

## Statistiky

### Klubové
K 9. února 2022
| Klub                | Sezóna  | Liga           | Liga   | Liga | FA Cup | FA Cup | EFL Cup | EFL Cup | Evropské poháry | Evropské poháry | Ostatní | Ostatní | Celkem | Celkem |
| Klub                | Sezóna  | Liga           | Zápasy | Góly | Zápasy | Góly   | Zápasy  | Góly    | Zápasy          | Góly            | Zápasy  | Góly    | Zápasy | Góly   |
| ------------------- | ------- | -------------- | ------ | ---- | ------ | ------ | ------- | ------- | --------------- | --------------- | ------- | ------- | ------ | ------ |
| Southampton         | 2005/06 | Championship   | 21     | 4    | 1      | 1      | 1       | 0       | —               | —               | —       | —       | 23     | 5      |
| Arsenal             | 2005/06 | Premier League | 0      | 0    | —      | —      | —       | —       | 0               | 0               | —       | —       | 0      | 0      |
| Arsenal             | 2006/07 | Premier League | 16     | 0    | 4      | 0      | 6       | 1       | 6               | 0               | —       | —       | 32     | 1      |
| Arsenal             | 2007/08 | Premier League | 25     | 4    | 1      | 0      | 4       | 1       | 9               | 2               | —       | —       | 39     | 7      |
| Arsenal             | 2008/09 | Premier League | 22     | 2    | 3      | 1      | 0       | 0       | 10              | 3               | —       | —       | 35     | 6      |
| Arsenal             | 2009/10 | Premier League | 23     | 3    | 1      | 0      | 0       | 0       | 6               | 1               | —       | —       | 30     | 4      |
| Arsenal             | 2010/11 | Premier League | 28     | 9    | 1      | 0      | 4       | 2       | 5               | 2               | —       | —       | 38     | 13     |
| Arsenal             | 2011/12 | Premier League | 35     | 8    | 3      | 1      | 0       | 0       | 8               | 2               | —       | —       | 46     | 11     |
| Arsenal             | 2012/13 | Premier League | 32     | 14   | 4      | 1      | 2       | 5       | 5               | 1               | —       | —       | 43     | 21     |
| Arsenal             | 2013/14 | Premier League | 13     | 5    | 1      | 0      | 0       | 0       | 4               | 1               | —       | —       | 18     | 6      |
| Arsenal             | 2014/15 | Premier League | 14     | 5    | 5      | 2      | 0       | 0       | 2               | 0               | 0       | 0       | 21     | 7      |
| Arsenal             | 2015/16 | Premier League | 28     | 5    | 5      | 2      | 2       | 0       | 6               | 2               | 1       | 0       | 42     | 9      |
| Arsenal             | 2016/17 | Premier League | 28     | 10   | 3      | 5      | 0       | 0       | 6               | 4               | —       | —       | 37     | 19     |
| Arsenal             | 2017/18 | Premier League | 6      | 0    | 1      | 0      | 3       | 1       | 5               | 3               | 1       | 0       | 16     | 4      |
| Arsenal             | Celkem  | Celkem         | 270    | 65   | 32     | 12     | 21      | 10      | 72              | 21              | 2       | 0       | 397    | 108    |
| Everton             | 2017/18 | Premier League | 14     | 3    | —      | —      | —       | —       | —               | —               | —       | —       | 14     | 3      |
| Everton             | 2018/19 | Premier League | 37     | 5    | 1      | 0      | 2       | 1       | —               | —               | —       | —       | 40     | 6      |
| Everton             | 2019/20 | Premier League | 25     | 2    | 1      | 0      | 3       | 0       | —               | —               | —       | —       | 29     | 2      |
| Everton             | 2020/21 | Premier League | 1      | 0    | 0      | 0      | 1       | 0       | —               | —               | —       | —       | 2      | 0      |
| Everton             | Celkem  | Celkem         | 77     | 10   | 2      | 0      | 6       | 1       | —               | —               | —       | —       | 85     | 11     |
| Southampton (host.) | 2020/21 | Premier League | 20     | 3    | 2      | 0      | —       | —       | —               | —               | —       | —       | 22     | 3      |
| Southampton         | 2021/22 | Premier League | 9      | 0    | 1      | 0      | 2       | 0       | —               | —               | —       | —       | 12     | 0      |
| Celkem              | Celkem  | Celkem         | 397    | 82   | 38     | 13     | 30      | 11      | 72              | 21              | 2       | 0       | 539    | 127    |

### Reprezentační
| Anglie | Anglie | Anglie |
| Rok    | Zápasy | Góly   |
| ------ | ------ | ------ |
| 2006   | 1      | 0      |
| 2008   | 5      | 3      |
| 2009   | 2      | 0      |
| 2010   | 7      | 0      |
| 2011   | 6      | 0      |
| 2012   | 9      | 1      |
| 2013   | 6      | 1      |
| 2015   | 6      | 3      |
| 2016   | 5      | 0      |
| Celkem | 47     | 8      |

#### Reprezentační góly
Skóre a výsledky Anglie jsou vždy zapisovány jako první
| Gól | Datum           | Místo                                                  | Soupeř     | Skóre | Výsledek | Soutěž                                 |
| --- | --------------- | ------------------------------------------------------ | ---------- | ----- | -------- | -------------------------------------- |
| 1.  | 10. září 2008   | Stadion Maksimir, Záhřeb, Chorvatsko                   | Chorvatsko | 1:0   | 4:1      | Kvalifikace na Mistrovství světa 2010  |
| 2.  | 10. září 2008   | Stadion Maksimir, Záhřeb, Chorvatsko                   | Chorvatsko | 2:0   | 4:1      | Kvalifikace na Mistrovství světa 2010  |
| 3.  | 10. září 2008   | Stadion Maksimir, Záhřeb, Chorvatsko                   | Chorvatsko | 4:1   | 4:1      | Kvalifikace na Mistrovství světa 2010  |
| 4.  | 15. června 2012 | Národní sportovní komplex Olimpijskyj, Kyjev, Ukrajina | Švédsko    | 2:2   | 3:2      | Mistrovství Evropy 2012                |
| 5.  | 14. srpna 2013  | Wembley Stadium, Londýn, Anglie                        | Skotsko    | 1:1   | 3:2      | Friendly                               |
| 6.  | 5. září 2015    | San Marino Stadium, Serravalle, San Marino             | San Marino | 4:0   | 6:0      | Kvalifikace na Mistrovství Evropy 2016 |
| 7.  | 5. září 2015    | San Marino Stadium, Serravalle, San Marino             | San Marino | 6:0   | 6:0      | Kvalifikace na Mistrovství Evropy 2016 |
| 8.  | 9. října 2015   | Wembley Stadium, Londýn, Anglie                        | Estonsko   | 1:0   | 2:0      | Kvalifikace na Mistrovství Evropy 2016 |

## Úspěchy

### Klubové

#### Arsenal
- FA Cup: 2013/14, 2014/15
- Community Shield: 2014, 2015

### Mezinárodní
Anglie
- Mistrovství Evropy do 21 let: 2009 (2. místo)